# Az Amerikai Egyesült Államok Haditengerészete

A haditengerészet első és jelenleg is használt zászlója (Naval Jack)

A haditengerészet 2002. előtt használt zászlója

Az Amerikai Egyesült Államok Haditengerészete (angolul United States Navy vagy rövidítve US Navy, illetve USN) az Amerikai Egyesült Államok haderejének a négy haderőnem közül a haditengerészeti műveletekért felelős haderőneme, egyike az USA hét egyenruhás szolgálatának.
2008. december 31-én a haditengerészetnek 331 682 aktív szolgálatban lévő tagja volt, és további 128 ezer tagot mozgósíthatott a Haditengerészeti tartalékból. A Haditengerészethez 283 hajó és több mint 3700 repülőgép tartozott. A US Navy a világ legnagyobb méretű haditengerészete: hadihajóinak vízkiszorítása több, mint az utána következő 13 haditengerészeté összesen. A Navy továbbá a világ legnagyobb repülőgép-hordozó flottáját is birtokolja: 11 hordozó áll jelenleg szolgálatban, további egyet pedig jelenleg is építenek.
A Navy eredete a kontinentális haditengerészetig vezethető vissza, amely az 1775 és 1783 közötti amerikai függetlenségi háborúban alakult. A haditengerészetet az USA függetlenségének elnyerését követően ideiglenesen feloszlatták.
A tengeri erők jogi hátterét az amerikai alkotmány biztosítja, mivel felhatalmazza a kongresszust, hogy "szereljen fel és tartson készenlétben egy haditengerészetet."
Az amerikai kereskedelmi hajókat ért földközi-tengeri kalóztámadások arra ösztönözték a Kongresszust, hogy a Naval Act of 1794 törvény meghozatalával hat fregattból álló hadiflottát állítson fel. A berber háborúk megtisztították a mai Magreb partvidékét a kalózoktól. Az amerikai haditengerészet erejének demonstrálására 1907 és 1909 között Theodore Roosevelt elnök utasítást adott a Nagy fehér flottának a föld körbehajózására.
A 21. században a haditengerészet globális jelenléttel rendelkezik, jelen van többek között Kelet-Ázsiában, a Földközi-tengeren és a Közel-Keleten.
A haditengerészet adminisztratív szempontból a haditengerészeti minisztérium (Department of the Navy) alá tartozik, amelyet egy politikai kinevezésű civil, a haditengerészeti miniszter irányít. Maga a haditengerészeti minisztérium az USA védelmi minisztériuma alá tartozik. A haditengerészet költségvetése 2010-2013 között 155 milliárd dollár. Tervezett költségvetés 2017-ben, 2018-ban 190 milliárd dollár.[forrás?]

## Története

### Kialakulása
Meghatározó tengerészeti erők nélkül semmi véglegeset nem hozhatunk létre.

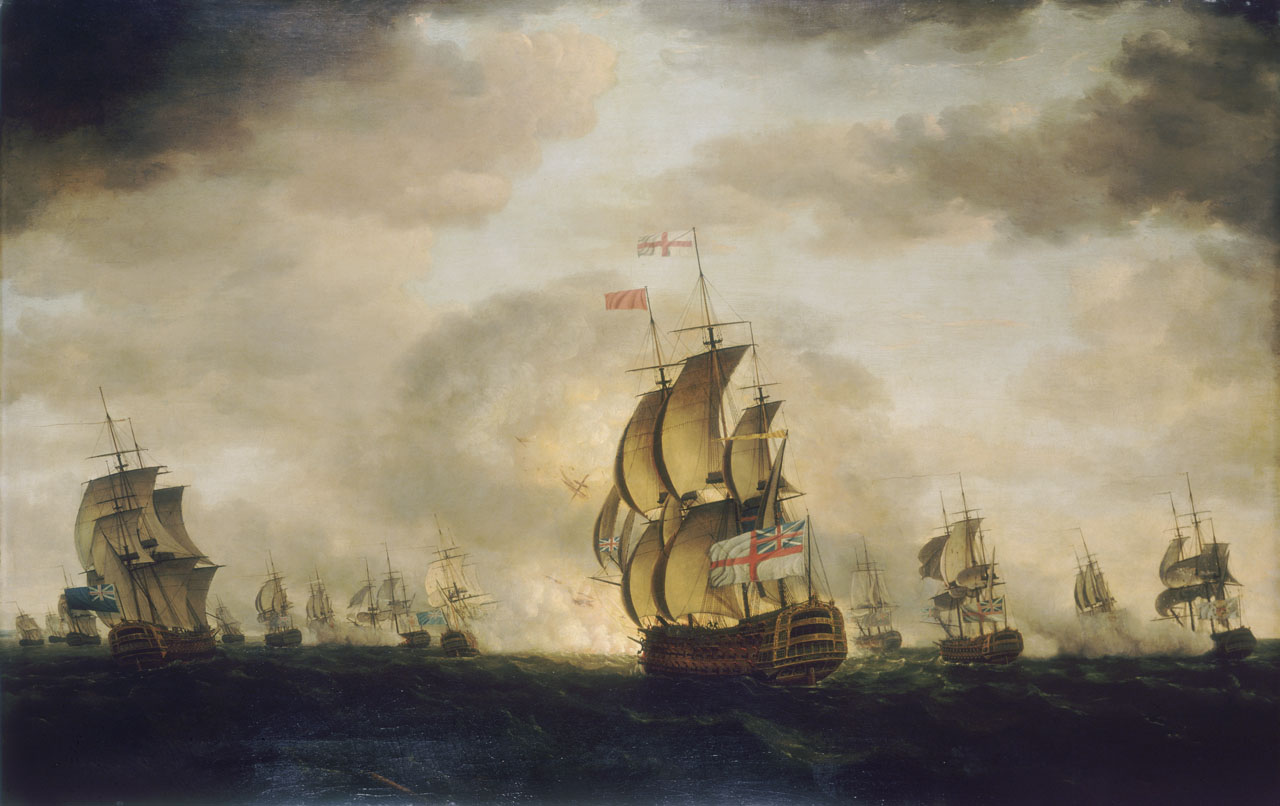
A Szt. Vincent-foki csatáról készült festmény az amerikai függetlenségi háború egyik korai fegyvertényét ábrázolja.

Az amerikai függetlenségi háború korai szakaszában egy hivatalos haditengerészet megalapítása számos vitát vetett fel a kontinentális kongresszus tagjai között. A kezdeményezés támogatói azzal érveltek, hogy egy haditengerészet védeni tudná a kereskedelmi útvonalakat és a partvidéket, továbbá hasznos lehet ha harmadik országtól kérnek segítséget. Az ellenzők véleménye szerint azonban nevetséges szembeszállni a brit királyi haditengerészettel, az akkori világ legerősebb tengeri nagyhatalmával.
George Washington hét tengerjáró cirkáló építését rendelte el, amelyek célja a brit tengeri utánpótlási vonalak megzavarása és a sikeresen elfogott teherszállító hajók zsákmányolása volt. Ezekről a sikerekről a Kongresszus előtt is beszámolt, amivel gyakorlatilag véget is vetett a haditengerészet körüli vitáknak, miszerint nem kellene a briteket egy haditengerészet létrehozásával "provokálni". A Washington által zsákmányolt hajók valamivel lényegesebb provokációnak tűnhettek, mint egy haditengerészetet érintő elméleti vita.
Miközben a kongresszusi viták folytak, hír érkezett arról, hogy két felfegyverezetlen brit ellátóhajó tart kíséret nélkül Angliából Québec felé. Terv született arról, hogy a hajókat elfogják – ám a hadihajóknak nem a Kongresszus, hanem az egyes tagállamok tulajdonába kellett tartozniuk. Egy további haditerv szerint másik két hajó már a Kongresszus irányítása alatt fogná el a brit utánpótlást. Az akciót 1775. október 13-án hajtották végre, amikor is Washington kijelentette, három felfegyverzett szkúnernek adott engedélyt arra, hogy Massachusetts partjainál bármilyen brit utánpótlást szállító hajót elfogjanak. Miután mindhárom hajó már kontinentális irányítás alatt volt, könnyebben megszületett az a döntés, hogy a további két kongresszusi hajóval bővítsék ki a flottillát. Az október 13-án meghozott határozat emlékére nevezték ki később ezt a napot az amerikai haditengerészet hivatalos születésnapjának.
A kontinentális haditengerészet felemás sikereket ért el. Bár győztesen került ki számos összecsapásból és támadta meg a brit utánpótlást szállító teherhajókat, ugyanakkor 24 hajót vesztett, és volt idő, amikor összesen csak két hajót tartott aktív szolgálatban. A függetlenségi háború után a Kongresszust az új ország nyugati határainak biztosítása foglalkoztatta. Ebben a kontextusban nem tartotta érdemesnek egy készenlétben álló haditengerészet fenntartását, mivel az sokba került és nyugaton csak korlátozott hasznát vehették.

### Újraalapításától a polgárháborúig
Tengerészeti hatalommá kell válnunk, ha továbbra is kereskedni szeretnénk.

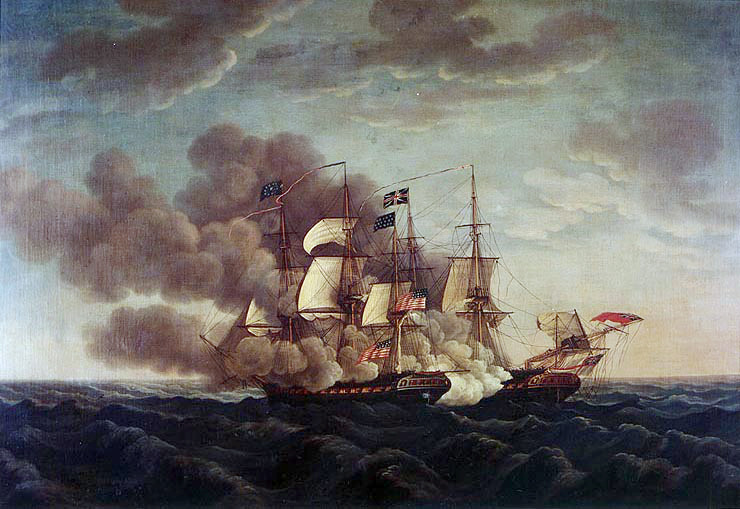
Az 1812-es brit–amerikai háborúban csapott össze a USS Constitution és HMS Guerriere

Az ifjú Egyesült Államok közel egy évtizedig nem rendelkezett haditengerészettel, ezért a kereskedelmi flottáját számos kalóztámadás érte. 1790 és az első haditengerészeti egység 1797-es vízre bocsátása közben eltelt időszakban Amerika egyetlen fegyveres tengeri jelenlétét a U.S. Revenue Cutter Service vám- és pénzügyőrség hajói adták. A USRCS volt a parti őrség előszervezete. Bár kutterei felvették a harcot a kalózok ellen, a kalózkodás mértéke messze meghaladta az USRCS képességeit, ezért a Kongresszus 1794. március 27-én elrendelte hat fregatt építését. Ez az első hat fregattból álló haderő számít a mai haditengerészet ősének: a USS United States, a USS Constellation, a USS Constitution, a USS Chesapeake, a USS Congress és a USS President.
A hadüzenet nélküli, franciák elleni 1798–1800 közötti kalózháborút (az ún. kváziháborút) követően az amerikai haditengerészet az 1812-es brit–amerikai háború számos csatájában vett részt, amely során a kéthajós párbajokban számos esetben győzedelmeskedett. A US Navy elkergette a Royal Navy-t a Nagy-tavak és Champlain-tó vidékéről, ezáltal megakadályozva, hogy ezek a háború alatt brit irányítás alá kerüljenek. Mindezek ellenére azonban a US Navy nem tudta megakadályozni a brit flotta amerikai kikötők elleni blokádját és a brit szárazföldi erők partra szállítását. A háború után az amerikai haditengerészet ismét a kereskedelmi hajózás védelmének szentelte figyelmét, és egységeket küldött a Karib-tenger, a Földközi-tenger, Dél-Amerika, Afrika és a Csendes-óceán területeire.
A mexikói–amerikai háború során a US Navy blokád alá vette a mexikói kikötőket, a Kaliforniai-öbölben zsákmányul ejtette vagy felgyújtotta a mexikói flottát, és elfoglalta Alsó-Kalifornia összes jelentősebb városát. 1846-1848 között a haditengerészet Robert Stockton ellentengernagy vezetése alatt bevette Kaliforniát. Az amerikai haderők első nagyméretű partraszállására a mexikói Veracruznál került sor, amikor egy nap alatt 12 000 katonát és azok felszerelését vitték a partra. Amikor Veracruz ostromához nagyobb ágyúkra volt szükség, akkor a Navy önkéntesei szálltak partra a hajóágyúkkal, és álltak be tüzérnek addig, amíg a város megadta magát. A sikeres veracruzi partraszállás és ostrom eredményeként megnyílt az út Mexikóváros elfoglalása és így a háború vége előtt. Az amerikai haditengerészet az USA külpolitikájának akkor vált részévé, amikor 1854-ben Matthew Calbraith Perry sorhajókapitány rávette az addig zárt Japánt a Kanagavai egyezmény megkötésére és az ország nyugati megnyitására.
A tengeri hadviselés jelentős szerephez jutott az amerikai polgárháború során. Az északiak komoly előnyt élveztek a konföderációs hadihajókkal szemben. Az uniós blokád gyakorlatilag az egész háború alatt béklyóban tartotta a déli államokat. A két amerikai haditengerészet a tengeri hadviselés új fejezetét nyitotta meg, amikor mindketten páncélos hajókat vetettek be. Az 1862-es Hampton Roads-i csatában a USS Monitor és a CSS Virginia gőzmeghajtású páncélos csapott össze. A háború után azonban az amerikai haditengerészet flottája a nemtörődömség miatt lassan elavult.

### 20. század
A hajónk a bástyánk.

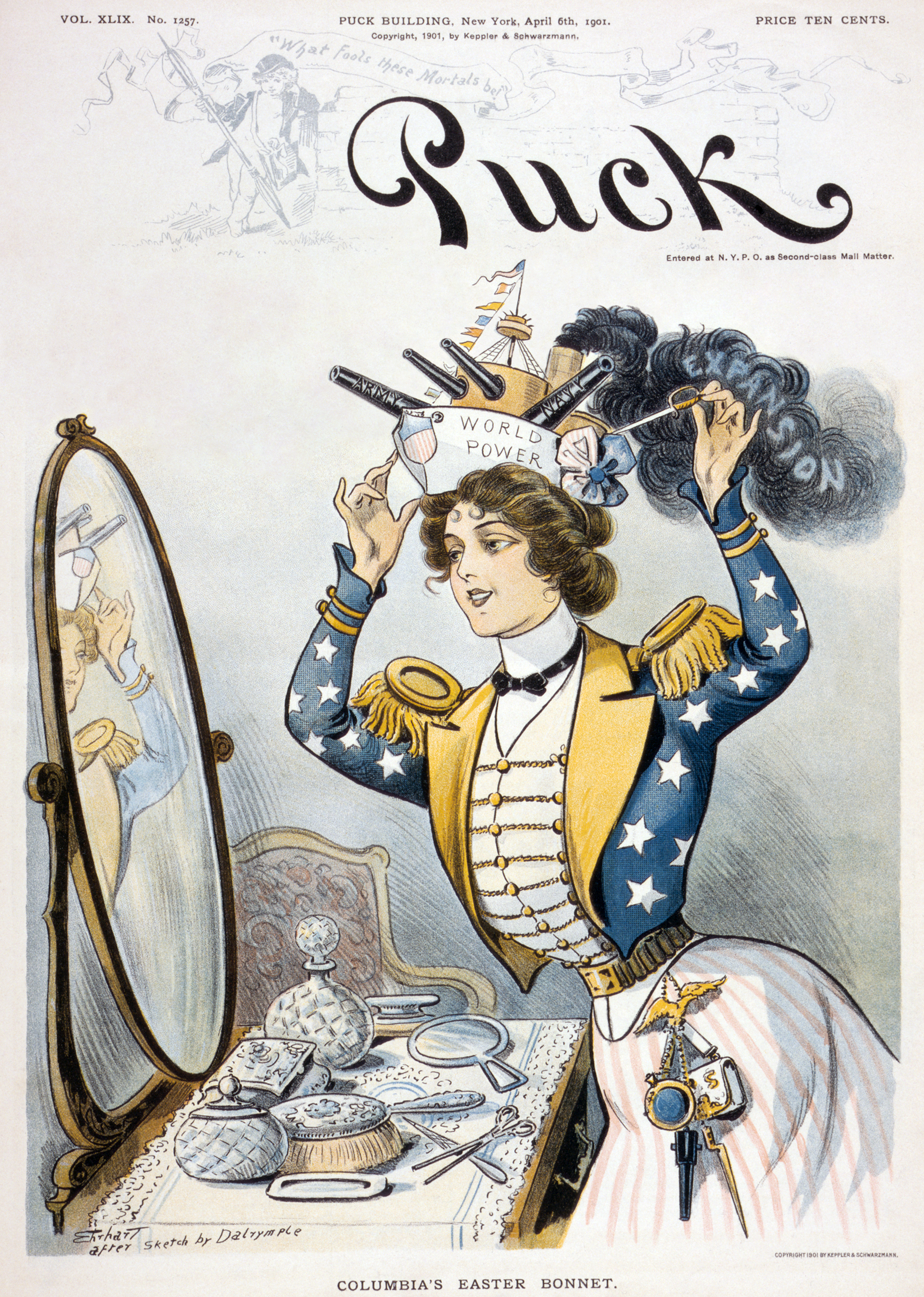
Columbia, az Egyesült Államok megszemélyesítője, csatahajó formájú kalapot visel "világhatalom" felirattal a Puck magazin 1901. április 6-ai címlapjának karikatúráján

Az 1880-as években beindított modernizációs program eredményeként az amerikai haditengerészet elérte Nagy-Britannia és Németország flottáinak színvonalát. 1907-ben a US Navy legtöbb csatahajója számos ellátóhajóval együtt Nagy fehér flotta néven egy 14 hónapos világkörüli útra indult, hogy Theodore Roosevelt elnök parancsát követve ily módon demonstrálja a haditengerészet egész világra kiterjedő hadviselési képességét.

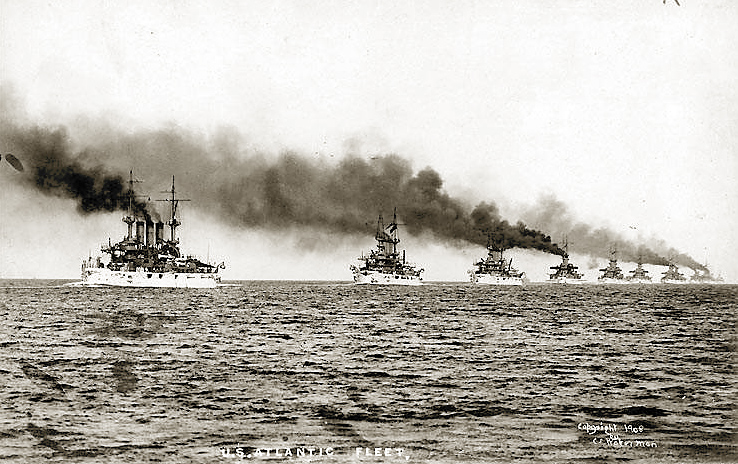
A Nagy fehér flotta az USA haditengerészeti erejét demonstrálta 1907-ben annak bizonyosságául, hogy az ország képes nyílt tengeri hadviselésre

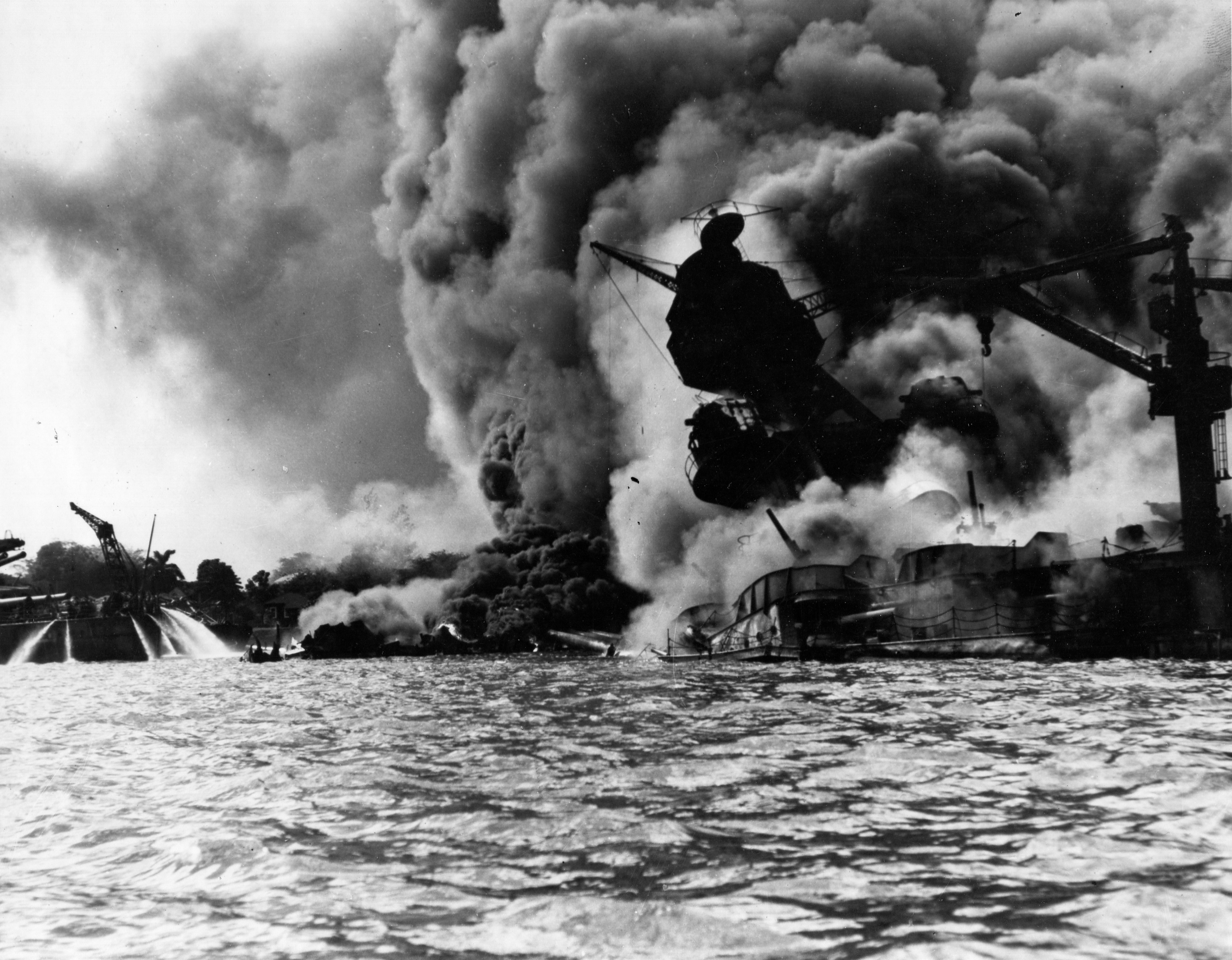
A USS Arizona a Pearl Harbor elleni japán támadás során süllyedt el

Az első világháború alatt a haditengerészetnek nem voltak különösebb kihívásai, és a második világháború előestéjére jelentős méretűvé és erejűvé nőtte ki magát. Bár végül is kudarccal zárult, de Japán ezt a stratégiai fenyegetést próbálta meg felszámolni a Pearl Harbor elleni japán támadással. Amerika hadba szállását követően a haditengerészetre a kétfrontos háború nehézségei hárultak. A csendes-óceáni hadszíntéren a szigetről szigetre ugrás taktikájának sikeréhez is elengedhetetlen volt. A Navy számos jelentős csatát vívott meg, többek között a korall-tengeri csatát, a midwayi csatát, a leyte-öbölbeli csatát és az okinavai csatát. 1943-ra az amerikai haditengerészet mérete meghaladta a második világháború összes többi résztvevőjének együttesét. A háború 1945-ös végére az USA több száz új hajót vett fel a flottájába, így többek között 18 repülőgép-hordozót és 8 csatahajót. Az 1000 tonna vízkiszorításnál nagyobb hajók több mint 70 százaléka a US Navy kötelékébe tartozott.
A hidegháború során egyre nőtt egy Szovjetunió elleni fegyveres konfliktus lehetősége, ezért a US Navy folytatta a technológiai fejlesztéseket: új fegyverrendszereket, hajókat és repülőgépeket terveztetett és építtetett. A tengerészeti hadviselés doktrinája a hordozók köré épült.
A haditengerészet jelentős részt vállalt a vietnámi háborúban, blokád alá vette Kubát a kubai rakétaválság során és a ballisztikus rakétahordozó tengeralattjárói által az USA nukleáris stratégiai elrettentési politikájának lényeges dimenzióját képviselte. Az első és a második Öbölháborúban a szárazföldi csapatok számára nyújtott tűztámogatást illetve légi fedezetet.

### 21. század
Amikor az ország egy nemzetközi válsággal szembesül, akkor a politikai döntéshozók első kérdése gyakran: »Milyen haditengerészeti erőinket tudjuk mozgósítani, és milyen gyorsan érnek oda?«

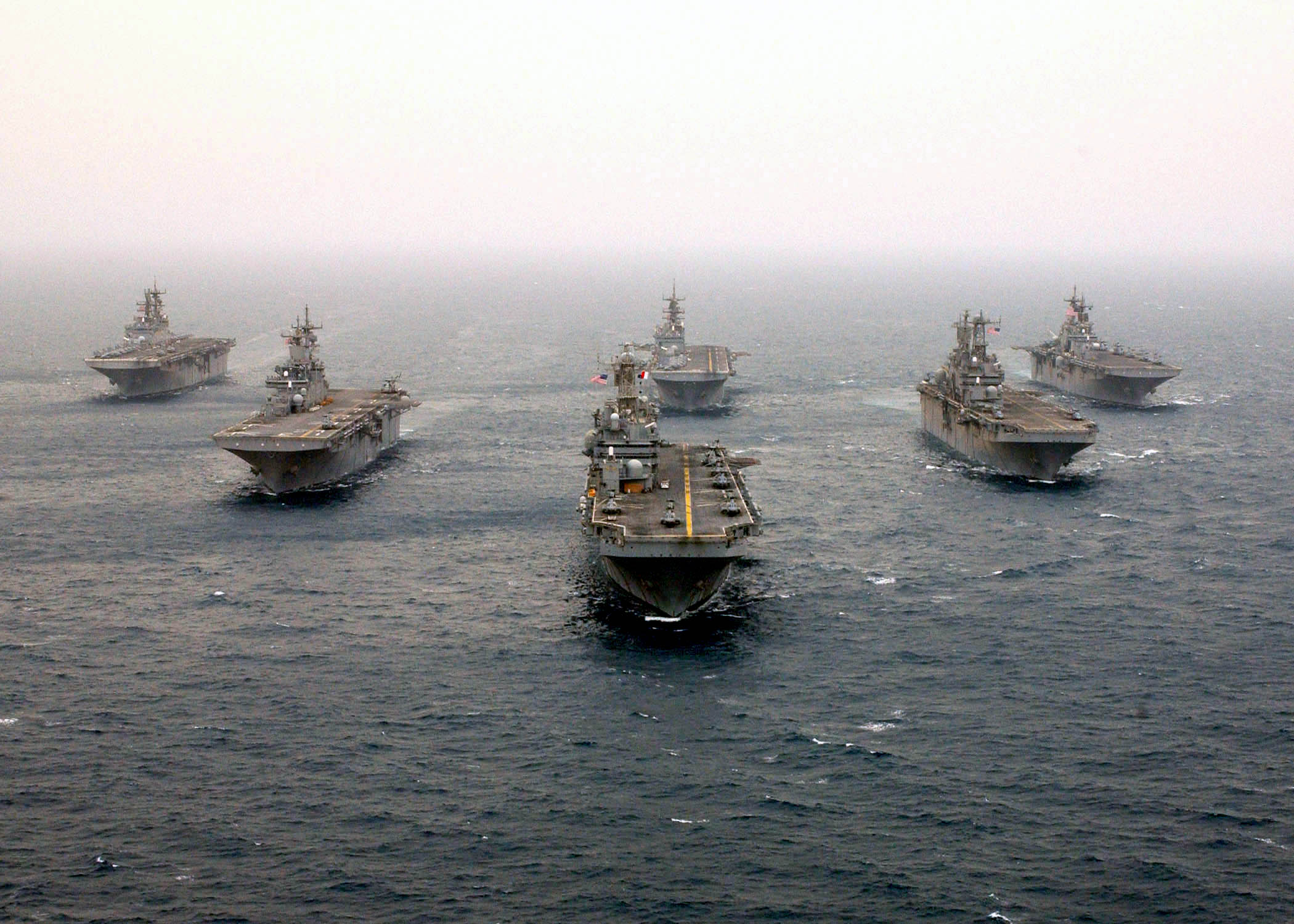
A US Navy hat modern partraszállóhajója alakzatban halad

A 21. század elején az amerikai haditengerészet továbbra is az amerikai érdekérvényesítés egyik távolra ható eszköze marad. A hidegháború végével a nagy összecsapásra való felkészülésről a hangsúly átkerült a különleges erők használatára és a regionális konfliktusokban alkalmazható csapásmérésre. Az új hajók és fegyverrendszerek kifejlesztése tovább folytatódik, készül a Gerald R. Ford osztályú repülőgép-hordozó és a Littoral Combat Ship lopakodó képességekkel felruházott partmenti naszád.

## Szervezete

A haditengerészet leegyszerűsített parancskiadás struktúrája

A haditengerészet adminisztrációját a haditengerészeti minisztérium (Department of the Navy) látja el a haditengerészeti miniszter irányítása alatt. A legmagasabb rangú tengerésztiszt a Chief of Naval Operations (CNO), a haditengerészeti műveletekért felelős vezérkari főnök, egy négycsillagos tengernagy. A CNO emellett tagja a vezérkari főnökök egységesített bizottságának, amely az USA nemzetbiztonsági tanácsa után az ország második legmagasabb rangú biztonságpolitikai testülete, bár az elnök felé csak tanácsadói minőségben szerepel és parancsokat nem ad ki.

### Operatív erői
Az amerikai haditengerészet operatív erői kilenc komponensből állnak:
1. Flottaparancsnokság (Fleet Forces Command),
2. Csendes-óceáni flotta (Pacific Fleet),
3. Központi haditengerészeti parancsnokság (Naval Forces Central Command),
4. Európai haditengerészeti erők (Naval Forces Europe),
5. Hálózati hadviselés parancsnoksága (Naval Network Warfare Command),
6. Flottatartalék (Navy Reserve),
7. Különleges erők parancsnoksága (Naval Special Warfare Command),
8. Operatív kísérleti és kiértékelési haderő (Operational Test and Evaluation Force)
9. Szállítási parancsnokság (Military Sealift Command).

A haditengerészet flottái önmagukban a haderőt biztosítják, bevetésekben flottaszinten nem vesznek részt. A flották fő feladata a haditengerészeti egységek képzése és szolgáltatása, amelyek az egységesített harci parancsnokságok feladatait hajták végre. Az USA felségvizeit operatív küldetések céljából elhagyó hadihajók egy taktikai flottaegység, task force részévé válnak. Ez gyakorlatilag a 2. vagy a 3. Flottát jelenti. Egy másik flotta felelősségi területére érve azon flotta task force-ává válnak. Például ha az USA keleti partjáról egy repülőgép-hordozó task force a Földközi-tengerre indul, akkor például az indulási Task Force 20.1 a Földközi-tengerre érve a Task Force 60.1 számozást kapja.
A haditengerészetnek hat aktív, számozott flottája van: a 2., a 3., az 5., a 6. és a 7. Flottákat egy-egy háromcsillagos tengernagy irányítja; a 4. Flottát pedig egy ellentengernagy. Ezt a hat flottát további egységekbe vonják össze:
- Flottaparancsnokság (Fleet Forces Command, korábban Atlanti flotta (Atlantic Fleet))
- Csendes-óceáni flotta (Pacific Fleet)
- Európai haditengerészeti erők (Naval Forces Europe)

A parancsnoka egyben az 5. Flotta parancsnoka is.
Az 1. Flotta 1947-től 1973-ig létezett, amikor is 3. Flottává nevezték át. 2008 elején a haditengerészet újra aktiválta a 4. Flottát, amely a Közép- és Dél-Amerikában található haditengerészeti egységekért felel.

### Szárazföldi létesítmények
A szárazföldi létesítmények a tengeri egységek működését támogatják, nagyrészt logisztikai és készenléti oldalról. A szárazföldi létesítmények sokfélesége a modern haditengerészt összetettségét is tükrözi, küldetésük a hírszerzéstől a kiképzésen át a karbantartásig széles skálát ölel fel. A két legjelentősebb logisztikai és karbantartási parancsnokság a Hajótechnikai parancsnokság (Naval Sea Systems Command) és a Repüléstechnikai Parancsnokság (Naval Air Systems Command). Hírszerzési és stratégiai célja van többek között a Tengerészeti hírszerzési irodának (Office of Naval Intelligence), a Haditengerészeti csillagvizsgálónak (United States Naval Observatory) és a Haditengerészeti főiskolának (Naval War College). A képzéssel foglalkozó parancsnokságok közé tartozik a Csapásmérési- és légiharc-képzési központ (Naval Strike and Air Warfare Center) és a Haditengerészeti akadémia (United States Naval Academy).

### Szállítási parancsnokság
A Military Sealift Command nemcsak a haditengerészet, de az USA védelmi minisztériuma alá tartozó összes szervezet számára nyújt tengeri teherszállítási szolgáltatásokat, szállít eszközöket, üzemanyagot, muníciót és egyéb hadianyagokat. Az amerikai fegyveres erők utánpótlásának akár 95 százalékát is képes az MSC ellátni. A parancsnokság alá megközelítően 120 hajó és további 100 tartalékos hajó tartozik. A szállítási parancsnokság abból a szempontból számít unikumnak, hogy a hajóin polgári alkalmazottak szolgálnak, nem pedig a Navy matrózai és tengerésztisztjei.

### Különleges erők parancsnoksága

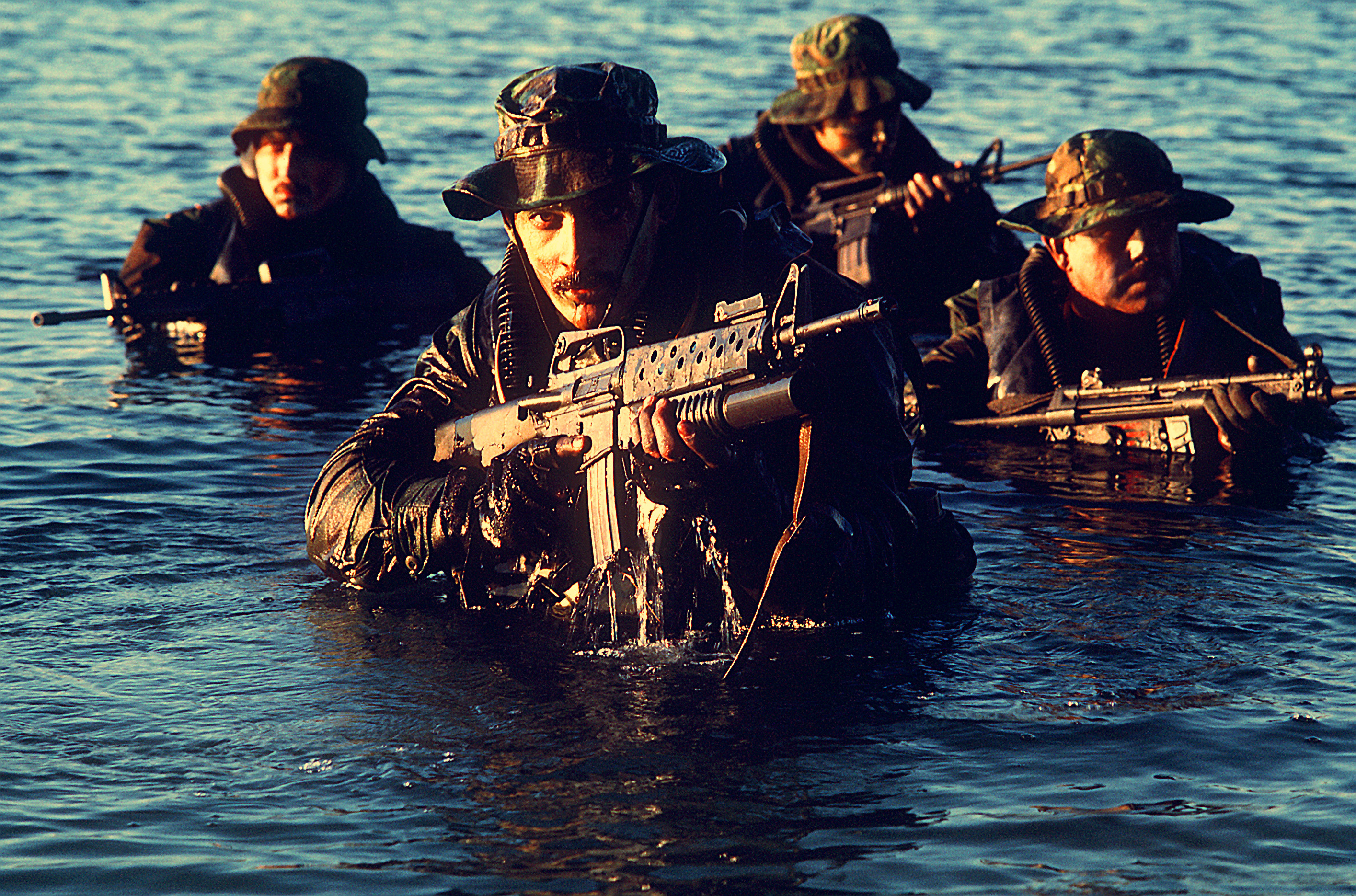
Navy SEAL kommandósok egy partraszállási gyakorlatnál (1986. december 1.)

A Naval Special Warfare Command-ot 1987. április 16-án alapították a kaliforniai San Diego haditengerészeti bázisán, és az amerikai haderők különleges erői számára biztosítja a haditengerészeti komponenst. A parancsnokság 5400 aktív állományú tagja közül 2450 Navy SEAL, 600 pedig SWCC-kommandós (Special Warfare Combatant-Craft Crewman). További 1200 főnyi tartalékossal rendelkezik, akik közül 325 SEAL, 125 SWCC és 775 pedig támogatási szerepet lát el.

### Kapcsolata más fegyvernemekkel

#### Tengerészgyalogság
1834-ben a tengerészgyalogság a Department of the Navy alá került. A közös történetük miatt a haditengerészet és a tengerészgyalogság egyedi kapcsolatot épített ki, részben mivel mindketten a tengerészeti hadműveletekkel foglalkoznak.
A szervezeti felépítés legmagasabb szintjén a tengerészgyalogság továbbra is a Department of the Navy alá tartozik, és a parancsnoka a haditengerészeti miniszternek jelent. Ezen kívül azonban a tengerészgyalogság teljesen különálló fegyvernemnek számít, nem tartozik a Navy felügyelete alá. A tengerészgyalogság legmagasabb parancsnoka, a Commandant of the Marine Corps egyetlenegy haditengerészeti tisztnek sem alárendeltje. A tengerészgyalogság tagjai a Medal of Honor haditengerészeti változatát kapják, és jogosultak a Navy Cross elnyerésére is. Az annapolisi haditengerészeti akadémián képzik a tengerészgyalogság tisztjeit. A haditengerészeti tisztek képzésének egy részét viszont a tengerészgyalogság kiképző őrmesterei végzik. A tengerészeti repülésnek egy részét haditengerész, kisebb részét tengerészgyalogos pilóták hajtják végre.

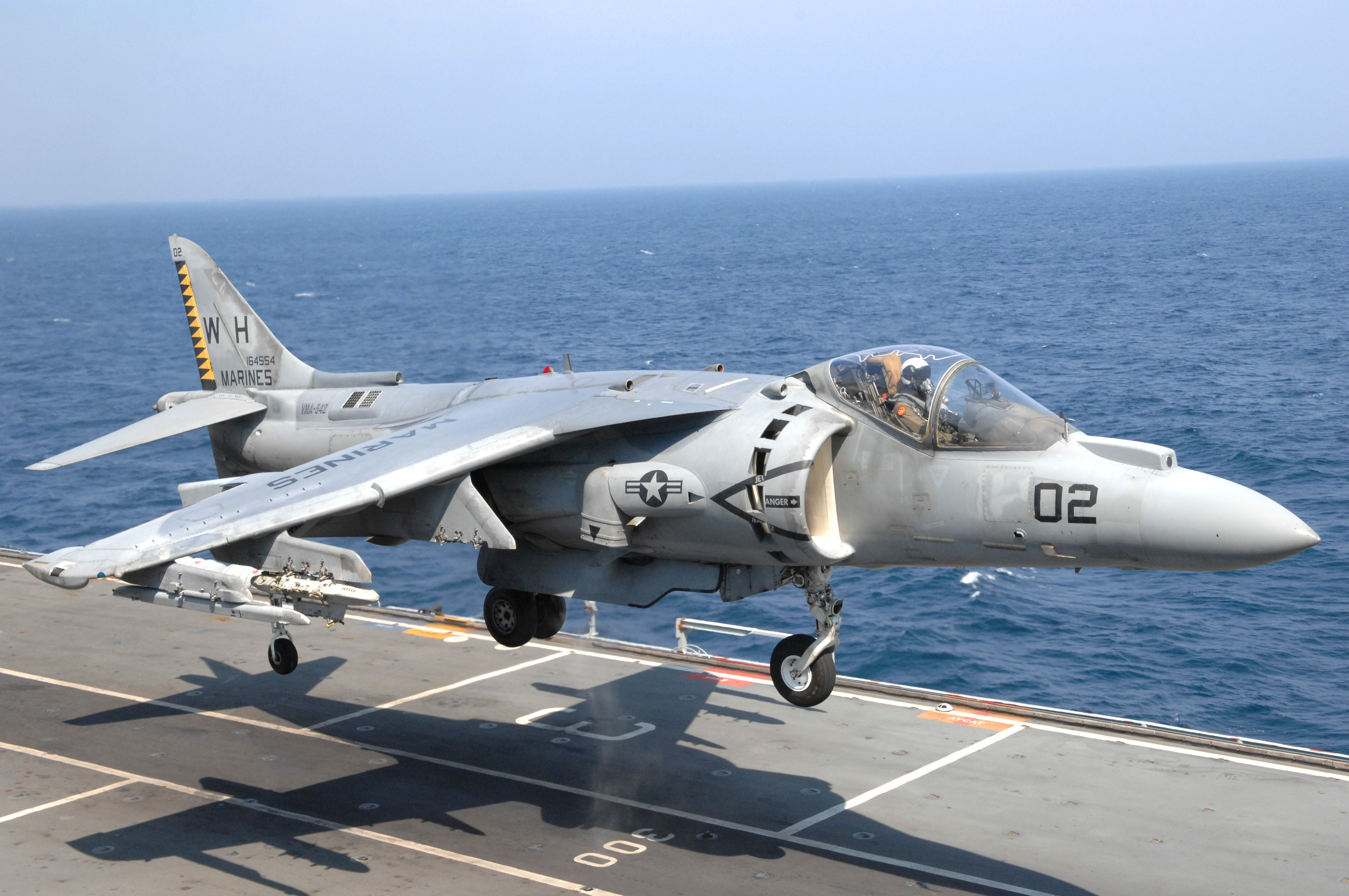
A tengerészgyalogság AV–8B Harrier II típusú gépe leszállása egy repülőgép-hordozóra

A két szervezet szoros kapcsolata az operatív feladatokra is kiterjed. A partraszállási specialista tengerészgyalogosok gyakran haditengerészeti hajókkal jutnak a partra, illetve indítanak onnan támadást. Amikor a tengerészgyalogosok a Navy hajón tartózkodnak, akkor a hajó kapitányának parancsait kell követniük. A tengerészgyalogság repülői a haditengerészet repülőivel együtt gyakorlatoznak és kerülnek bevetésre. A tengerészgyalogságnál nincsen lelkészi, egészségügyis vagy orvosi képzés, ezért a Navy tisztjei és matrózai látják el ezeket a feladatokat. Ők általában a tengerészgyalogság uniformisát viselik, amelyekre megkülönböztetésként a Navy jelét varrták fel.

#### Parti őrség
A Posse Comitatus Act megtiltja, hogy szövetségi katonai erők rendfenntartó tevékenységet hajtsanak végre, ám a parti őrség nem esik a törvény hatáskörébe. A parti őrség egyenruhás tisztjei egyben vám- és pénzügyőrnek is számítanak, ezért hagyományos rendfenntartó feladatokat is elláthatnak. Háború esetén vagy az elnök utasítására a parti őrség a Department of the Navy alá kerül, és a haditengerészeti miniszter utasításait hajtja végre.

## Létszám
385 400 fő
Haditengerészeti flották
- 2. Atlanti
- 4.Karibi- dél atlanti térség
- 3. Csendes-óceáni
- 5. Indiai-óceáni és Perzsa-öböli
- 6. Földközi-tengeri
- 7. Nyugat-csendes-óceáni

Hadihajók
- 72 db tengeralattjáró
- 11 db repülőgép-hordozó
- 27 db cirkáló
- 55 db romboló
- 35 db fregatt
- 21 db járőrhajó
- 27 db aknarakó/szedő hajó
- 41 db deszanthajó
- 60 db egyéb feladatú hajó

Haditengerészeti légierő: 70 230 fő
- 12 vadászszázad
- 24 közvetlen támogató század
- 20 helikopteres század
- Tartalék: 12 század

Repülőgépek:
268 db P-3 Orion

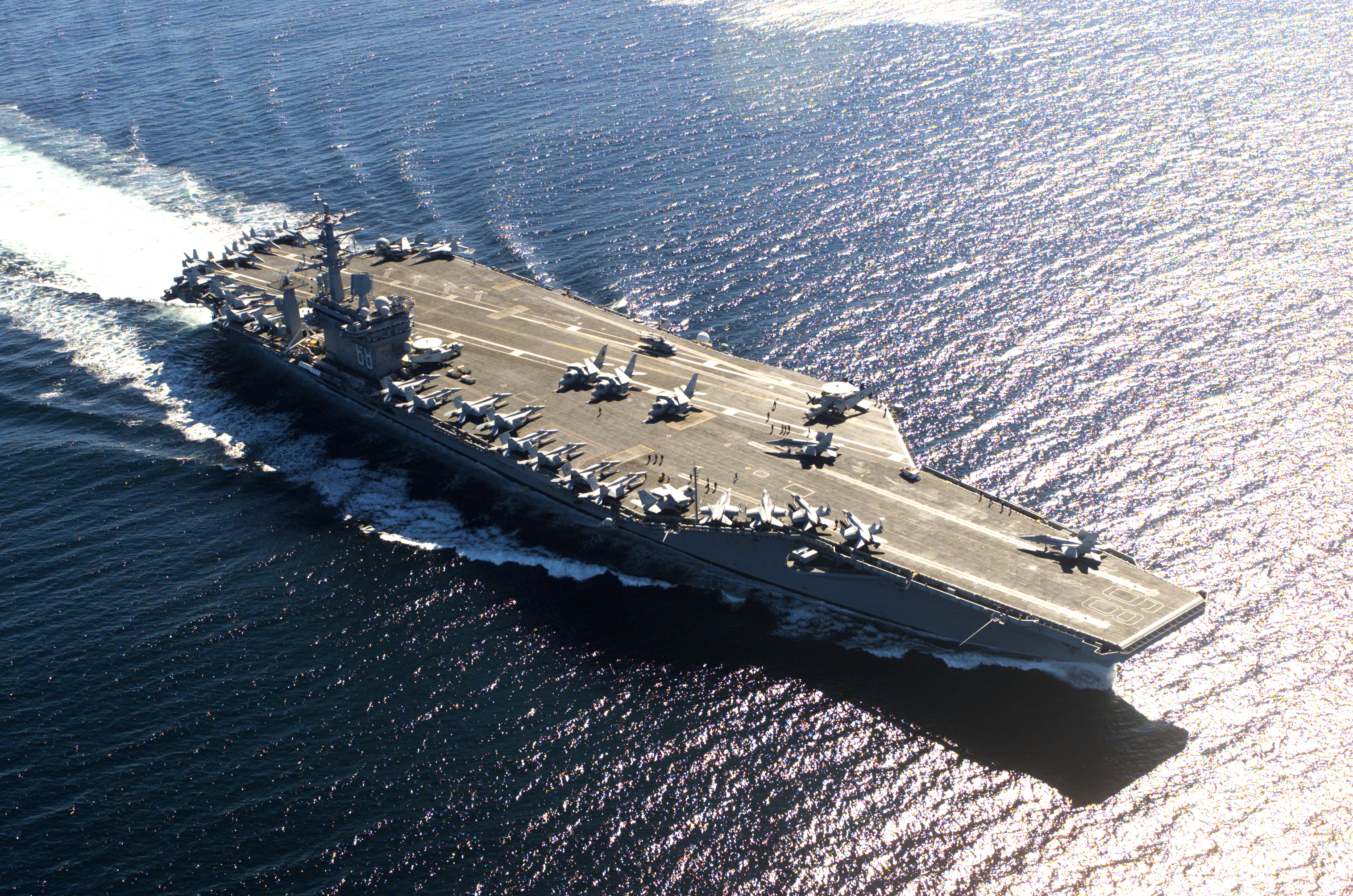
A USS Nimitz amerikai repülőgép-hordozó

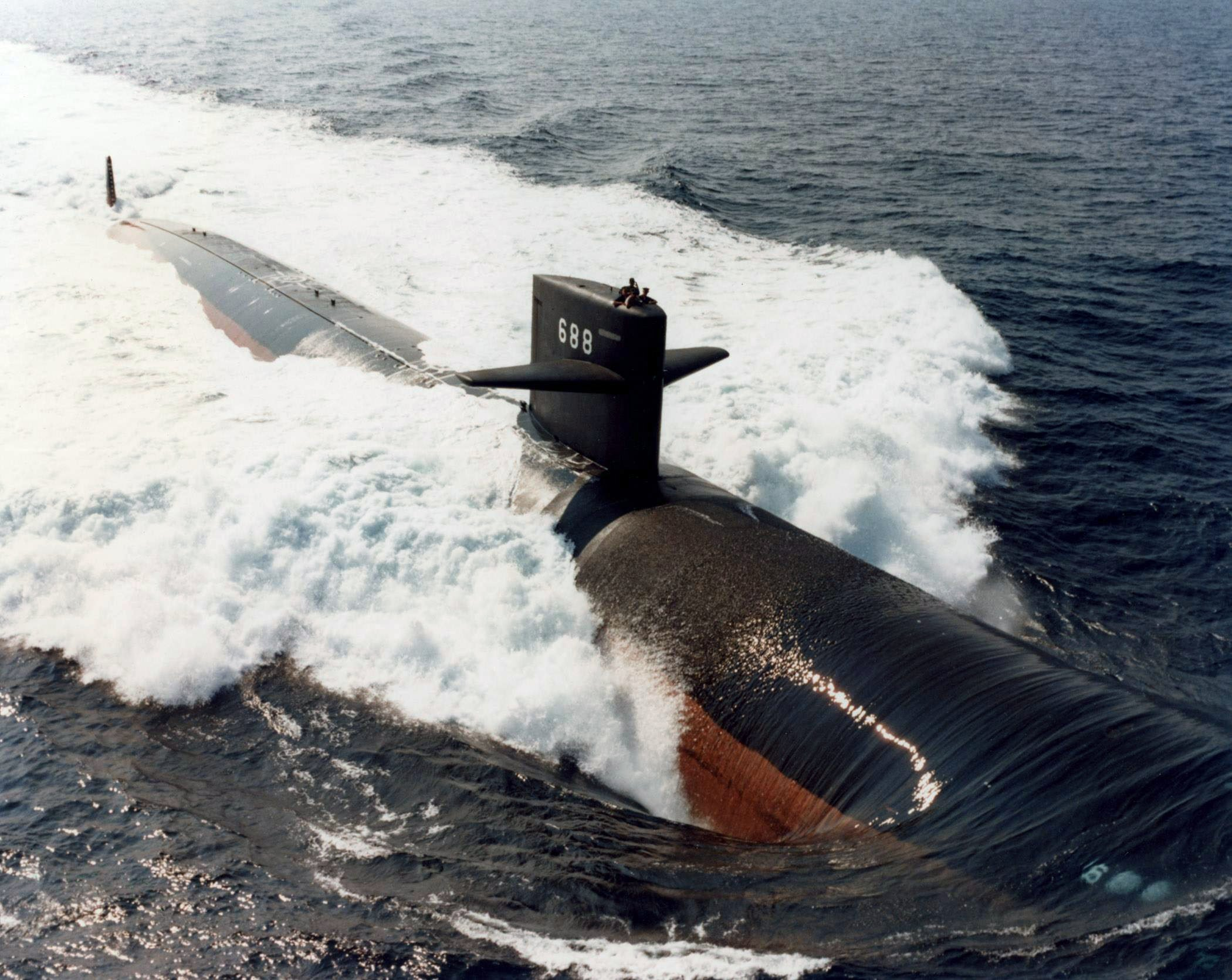
A Los Angeles amerikai vadász-tengeralattjáró

29 db EP-3 elektronikai harcászatra specializált Orion
80 db E-2
20 db EC-130 elektronikai harcászatra specializált Hercules
16 db C-130
Parti őrség: 34 480 fő
- 137 db hadihajó

## Kapcsolódó szócikk
- Az afroamerikaiak katonai története